# Гранит Беј (Калифорнија)
Гранит Беј (енгл. Granite Bay) насељено је место без административног статуса у америчкој савезној држави Калифорнија.

## Демографија
По попису из 2010. године број становника је 20.402, што је 1.014 (5,2%) становника више него 2000. године.
| Група             | 2000.          | 2010.          |
| Белци             | 17.140 (88,4%) | 17.075 (83,7%) |
| Афроамериканци    | 131 (0,7%)     | 148 (0,7%)     |
| Азијати           | 684 (3,5%)     | 1.152 (5,6%)   |
| Хиспаноамериканци | 910 (4,7%)     | 1.260 (6,2%)   |
| Укупно            | 19.388         | 20.402         |